# Volcans de fang de Buzău
Els volcans de fang de Buzău (Vulcanii noroioși din Buzău en romanès) són un conjunt de paratges a la província de Buzău, Romania, on podem trobar volcans de fang o simplement emanacions gasoses del terra fruit de la presència petrolera al territori.
Podem delimitar 4 indrets:
- "Fierbătorile" de la Berca (a Berca)
- Vulcanii Noroioși de la Pâclele Mici (a Pâclele, Berca)
- Vulcanii Noroioși de la Pâclele Mari (a Scorțoasa)
- Vulcanii noroioși de la Beciu (a Beciu, Scorțoasa)

Els Vulcanii Noroioși de la Pâclele Mici i els Vulcanii Noroioși de la Pâclele Mari són àrees protegides i reserves naturals des del 2000 i també part de la xarxa Natura 2000.